# Huci
Huci – wieś w Rumunii, w okręgu Kluż, w gminie Cojocna. W 2011 roku liczyła 31 mieszkańców.